# Jiří Holubář
Jiří Holubář (* 11. července 1956 Liberec) je český chirurg se specializací na traumatologii a chirurgii ruky. Od roku 2004 působí na Poliklinice Malešice v městské části Praha 10, kde více než 40 let žije a pracuje.

## Život
V roce 1975 absolvoval Gymnázium Vysočany v Praze 9. V letech 1976 až 1982 studoval 1. lékařskou fakultu Univerzity Karlovy v Praze. Po úspěšném zakončení studia působil v letech 1982 až 1994 jako sekundární lékař a odborný asistent na II. chirurgické klinice Fakulty všeobecného lékařství Univerzity Karlovy a v letech 1994 až 2004 ve stejném zařazení na I. chirurgické klinice Lékařské fakulty Univerzity Karlovy se specializací na proktologii a později na traumatologii. Ve svém oboru má nejvyšší možnou atestaci, I. i II. stupně. Od roku 2004 vede privátní ambulantní chirurgickou praxi v Poliklinice Malešice v Praze 10. Je držitelem primářské licence pro obor chirurgie a také diplomu doživotního vzdělávání České lékařské komory. V rámci své profese působí rovněž jako lékař několika vrcholových sportovců v Praze 10, zejména z oddílů ragby, fotbalu a florbalu. Pečuje zároveň o klienty Centra Paraple a stará se o seniory v Domově sociální péče Hagibor a Domově pro seniory Malešice v Rektorské ulici. Je autorem více než desítky publikací a přednášek z oboru proktologie a traumatologie. Je odborníkem na zranění motorkářů.

## Veřejné působení
V roce 2014 upozornil na riziko ohrožení životního prostředí a zdraví občanů v důsledku nezajištěné manipulace s azbestem při rekonstrukci obvodového pláště Polikliniky Malešice. Od konce roku 2015 vystupuje v jednání s majitelem a provozovatelem polikliniky jako pověřený představitel jejího lékařského sboru. Na jaře roku 2016 inicioval zastavení rekonstrukce Polikliniky Malešice z důvodů její netransparentní přípravy a neinformovanosti lékařů a pacientů o jejím průběhu ze strany města. V souvislosti s politickým vývojem na komunální i celostátní úrovni se na přelomu roku 2015 a 2016 rozhodl politicky angažovat.
Ve volbách do Senátu PČR v roce 2016 kandidoval jako nestraník za TOP 09 v obvodu č. 22 – Praha 10. Jeho kandidaturu podporovalo také hnutí STAN. Nikdy nebyl členem žádné politické strany. Se ziskem 19,80 % hlasů postoupil z druhého místa do druhého kola, v němž prohrál poměrem hlasů 42,54 % : 57,45 % s Renatou Chmelovou, která kandidovala za koalici „Chmelová do senátu – Vlasta: občané Prahy 10, KDU-ČSL a LES s podporou Pirátů a Desítky pro domácí“. Senátorem se tak nestal.
Při kandidatuře do Senátu ale porušil zákon a dostal za to pokutu Úřadu pro ochranu osobních údajů. Jedenácti tisícům svých pacientů poslal dopis, v němž žádal, ať jej ve volbách do Senátu podpoří. Podle ochránců dat tak databázi pacientů zneužil v předvolebním boji. 

## Ocenění
Na jaře roku 2016 vyhrál MUDr. Jiří Holubář celorepublikovou anketu Unie pacientů České republiky o nejoblíbenějšího odborného lékaře a získal tak prestižní ocenění Lékař roku 2015.

## Rodina
Po studiu medicíny se oženil s Ivou Charvátovou. Společně mají dva syny. Jeho otec Čestmír Holubář byl v letech 1950 až 1951 vězněn v sovětském gulagu.

## Zájmy
Ve volném čase se věnuje chalupaření, vojenské historii a sportovní střelbě.